# Elis Sandin
Jonas Elis Sandin (* 31. Oktober 1901 in Undrom; † 15. Juli 1987 in Ullånger) war ein schwedischer Skilangläufer.
Sandin, der für den Salsåker-Ullångers IF startete, nahm an den Olympischen Winterspielen 1924 in Chamonix teil. Dabei errang er den achten Platz über 18 km.